# Batalla de Cătlăbuga
La batalla de Cătlăbuga se libró el 16 de noviembre de 1485, durante las Guerras moldavo-otomanas, entre un ejército moldavo, dirigido por el rey Esteban III y un ejército otomano en los alrededores de Kiliya (Ucrania). Aunque las tropas moldavas salieron victoriosas, Esteban no fue capaz de avanzar en sus acciones con el fin de recuperar la ciudad de Kiliya.